# Врансько
Вра́нсько (болг. Вранско) — село в Кирджалійській області Болгарії. Входить до складу общини Крумовград.

## Населення
За даними перепису населення 2011 року у селі проживали 683 особи.
Національний склад населення села:
| Національність   | Кількість осіб | Відсоток |
| ---------------- | -------------- | -------- |
| турки            | 598            | 96,6%    |
| болгари          | 19             | 3,1%     |
| цигани           | 0              | 0%       |
| Всього відповіли | 619            |          |

Розподіл населення за віком у 2011 році:
Динаміка населення: